# انتونیو سیدی
انتونیو سیدی (انگلیسی: Antonio Siddi; ۱۶ ژوئن ۱۹۲۳ – ۲۱ ژانویهٔ ۱۹۸۳) دونده اهل ایتالیا بود.